# Rejon chojnicki
Rejon chojnicki (biał. Хойніцкі раён) – rejon w południowo-wschodniej Białorusi, w obwodzie homelskim. Leży na terenie dawnego powiatu rzeczyckiego.

## Demografia
Liczba ludności rejonu zmniejsza się. Dane z wybranych lat:
- 1999 - 26 300
- 2005 - 25 400
- 2006 - 23 200
- 2009 - 22 300